# Stenotarsus femoralis
Stenotarsus femoralis es una especie de coleóptero de la familia Endomychidae.

## Distribución geográfica
Habita en Java y Malaya.